# Eschbach (Usingen)
Eschbach är en ort och stadsdel i Usingen i Hochtaunuskreis i Hessen. Eschbach var en kommun fram till 1 augusti 1972 när den uppgick i Usingen.